# Botafogo (Río de Janeiro)
Botafogo es un barrio de la Zona Sur de la ciudad de Río de Janeiro, con una población de 79.588 personas. Es bien conocido por la clásica postal turística de la ensenada de Botafogo, una playa de 0,7 km en forma de medialuna sobre la Bahía de Guanabara con vista hacia el morro Pão de Açúcar.
Los cariocas lo llaman también "barrio de las clínicas" (debido a la presencia en la región de numerosos establecimientos) y "barrio de las escuelas" (hay siete escuelas municipales, con 2.545 alumnos), y también se lo denomina barrio de paso, en virtud de los túneles que lo conectan a Copacabana y a la conexión vial del Aterro de Flamengo, que lleva al centro de la ciudad.

## Ubicación y área territorial
Limita con los barrios de Copacabana, Humaitá, Urca, Leme, Flamengo, Laranjeiras y Cosme Velho.
Comparte la Región Administrativa IV (que lleva el nombre de Botafogo) con los barrios Catete, Cosme Velho, Flamengo, Glória, Humaitá, Laranjeiras y Urca.
Tiene un área territorial de 479,90 hectáreas, que lo sitúa en la posición 41.ª entre los 160 barrios de Río de Janeiro en cuanto a superficie. Posee un 83,37% de áreas urbanizadas y/o alteradas.

## Historia

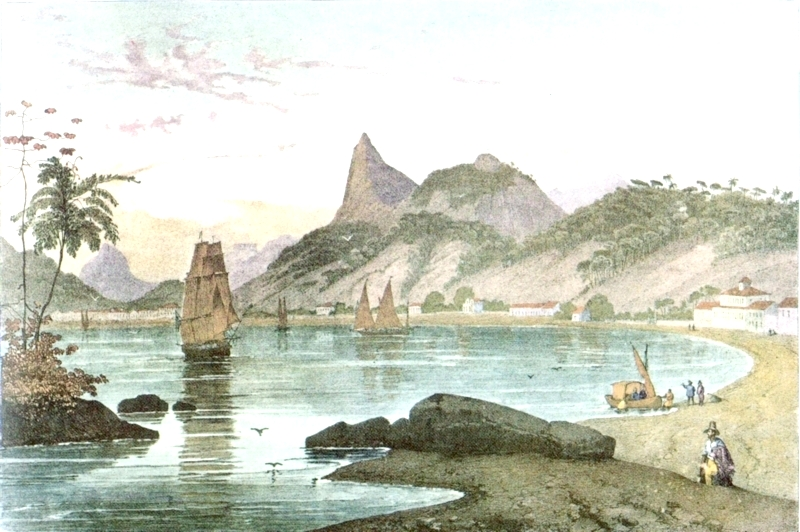
Ilustración de la ensenada de Botafogo en 1820 (Johann Moritz Rugendas)

La ensenada de Botafogo era conocida por los franceses como Le Lac (el lago), debido a sus aguas serenas. El primero en ocupar la zona fue Antônio Francisco Velho, compañero de Estácio de Sá en la fundación de la ciudad, en 1565. Fue justamente el fundador de Río quien le donó tierras en la región. El lugar fue bautizado en 1580, cuando Francisco Velho vendió sus tierras al portugués João Pereira de Sousa Botafogo.
Hacia 1680, el vicario general Clemente José de Matos era dueño de una propiedad que ocupaba toda la región, desde la playa hasta la laguna Rodrigo de Freitas. El frente de la chacra ocupaba el área de la ensenada de Botafogo entre las actuales calles Voluntários da Pátria y Marquês de Olinda.
En 1657, Da Matos abrió en sus tierras un camino que llevaba desde la playa hasta una capilla en honor a São Clemente, origen de lo que luego sería la calle homónima. Hasta el siglo XVII, la región era apenas una comunicación entre Catete y el fuerte de São João (en la playa Vermelha, Urca).
En los inicios del siglo XIX, la región todavía era rural. En 1808, con la llegada desde Portugal de João VI, fueron erguidas frente a la ensenada grandes mansiones que atrajeron a la corte, comerciantes adinerados y el cuerpo diplomático. A lo largo del siglo XIX las tierras del barrio fueron ocupadas por residencias de ricos aristócratas, principalmente en la calle São Clemente, y el barrio se convirtió en la zona más selecta de la ciudad.
En 1825 se abrió la calle Voluntários da Pátria, luego la calle Real Grandeza, y en la década de 1850 se hicieron las calles Dona Mariana, Sorocaba y Delfim (más tarde renombrada Paulo Barreto).

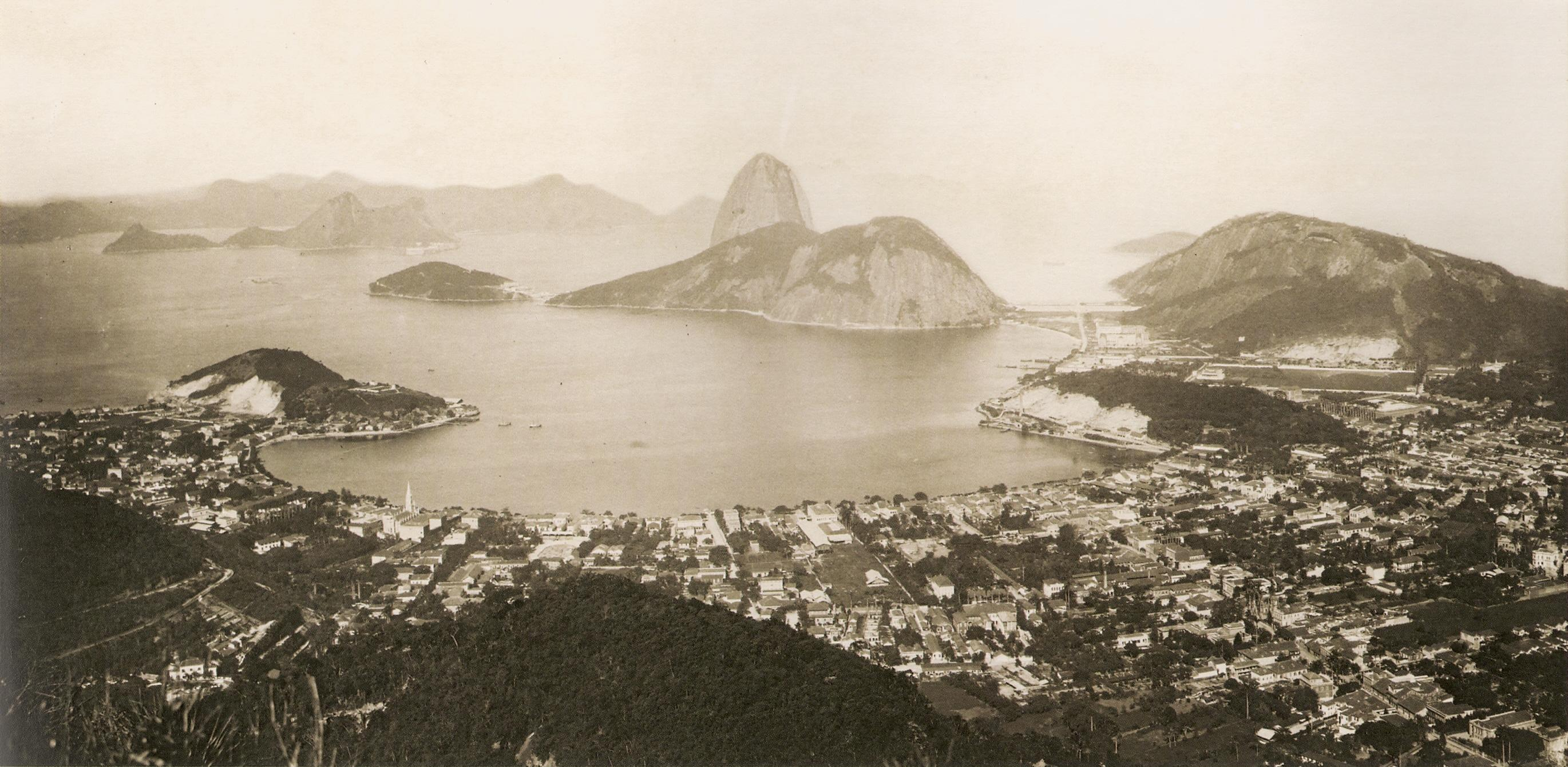
La ensenada de Botafogo en 1889.

Las tierras comenzaron a ser ocupadas por ricos y nobles, luego se instalaron en el barrio los barones del café y grandes comerciantes, con sus ostentosas residencias, construidas principalmente en la calle São Clemente. La región era entonces conocida como Franja Verde. La Igreja da Matriz de São João Batista, la más antigua de la zona (1831), se convierte en una de las referencias del lugar.
Botafogo sufría por aquellos años inundaciones en las épocas de temporales, que dejaban intransitables las calles del barrio, problema que sólo se resolvería en las décadas de 1960 y 70 con obras de canalización y drenaje.
El factor más efectivo para el crecimiento de la zona fue el transporte marítimo de pasajeros. En 1843, un servicio de barcos a vapor comunicó el barrio con Saco do Alferes (actual barrio de Santo Cristo).
Inaugurado por la Santa Casa de Misericórdia en 1852, el cementerio São João Batista representa un hito histórico para la ciudad, por haber sido uno de los primeros cementerios sin distinción de clases. El sistema de iluminación a gas fue inaugurado el 25 de marzo de 1854, reemplazando el anticuado sistema que funcionaba con aceite de ballena.
En 1867 se instala en la región la compañía de Barcas Ferry, que ofrece un servicio de transporte hidroviario con veloces y elegantes embarcaciones.
En 1894 fue fundado el Club de Regatas Botafogo y, en 1904, el Botafogo Football Club, que se unieron en 1942, para dar origen al tradicional Botafogo de Futebol e Regatas, conocido como Glorioso.
La apertura del túnel Velho, en 1892, permitió la llegada del transporte público hasta Copacabana. En 1906, con la reforma urbana del prefecto Francisco Pereira Passos, se expanden los servicios y muchas de las mansiones fueron ocupadas por embajadas, consulados, colegios y, más tarde, por clínicas, restaurantes y sedes de empresas.
Pereira Passos amplió en 1905 la avenida Beira-Mar, en la costanera, dotando a la zona de jardines, parques y árboledas al estilo Promenade, manteniendo el nombre de Praia de Botafogo. El barrio pasó a ser habitado también por operarios, artesanos y comerciantes.
En los años 1920 aparecen nuevas calles, definiendo la urbanización de Botafogo. Ya en la década de 1980, la inauguración de la estación del metro y la escasez de terrenos disponibles en la Zona Sur promovieron el "redescubrimiento" del barrio, estimulando nuevos lanzamientos inmobiliarios.
Sobre comienzos del siglo XXI, Botafogo ostenta la segunda población más numerosa de la Zona Sur, así como colegios tradicionales, centros comerciales y empresariales, reductos culturales, restaurantes, grandes empresas, hospitales, clínicas y el Palácio da Cidade, sede de la prefectura de la ciudad, antigua embajada de Inglaterra.

## Población
De acuerdo con el censo de 2000, Botafogo cuenta con 79.588 habitantes, que sitúa al barrio en el puesto 17 entre los más populosos de la ciudad. Tiene una población masculina de 35.137 personas y 44.451 mujeres, con una razón de sexo de 79,04 hombres cada cien mujeres.
El barrio tiene 31.035 domicilios, de los cuales 7.336 tienen un solo morador y en 9.054 viven dos personas.

## Lugares destacados

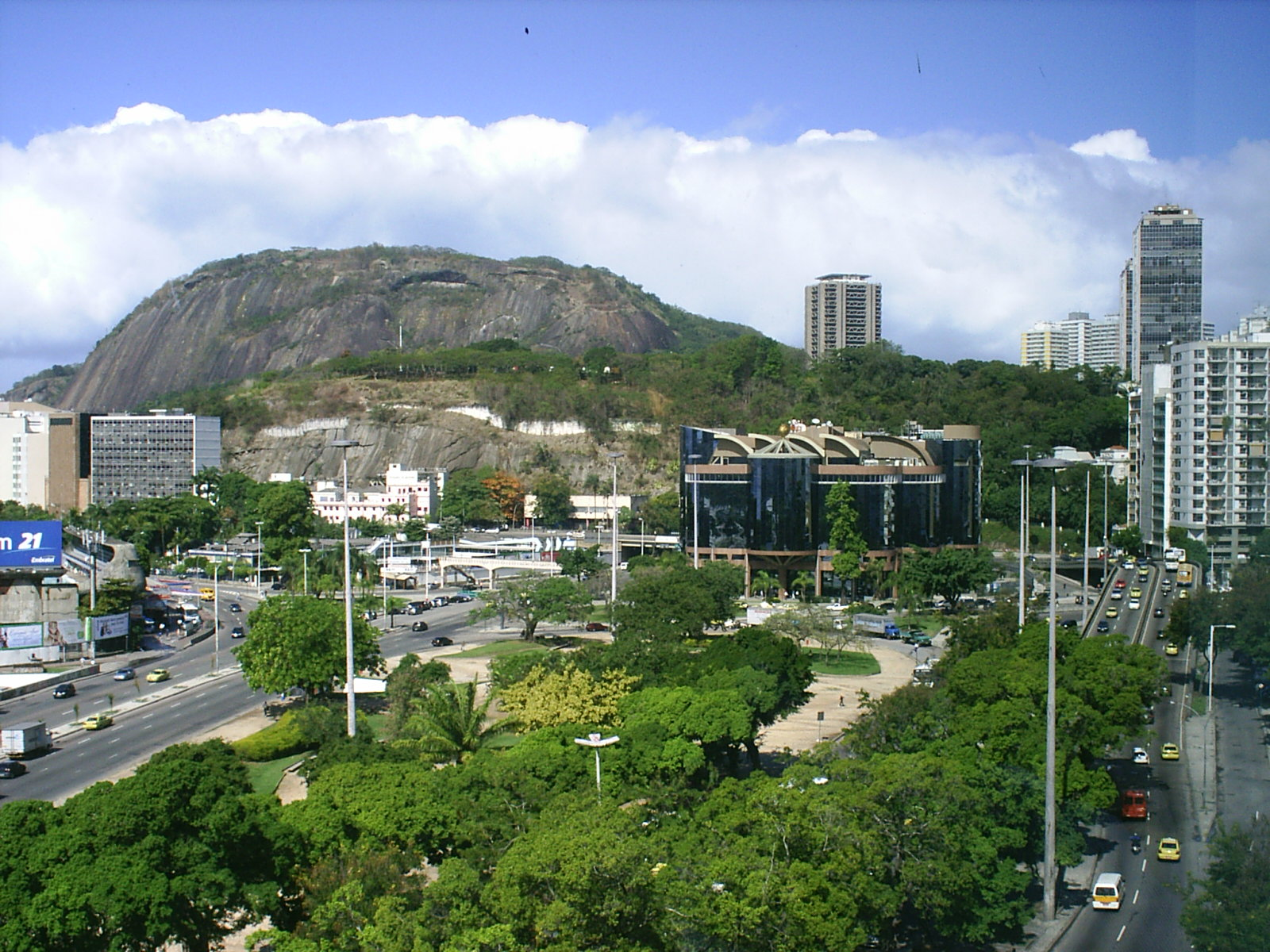
Centro Empresarial Mourisco.

- Shopping Center do Rio Sul (tiene una torre de 44 pisos, con 164 metros de altura)
- Rio Plaza Shopping
- Botafogo Praia Shopping (ex Sears)
- Canecão (local para shows)
- Centro Empresarial Rio
- Centro Empresarial Mourisco
- Mirador del Pasmado
- Casa de Rui Barbosa
- Palácio da Cidade (residencia oficial del prefecto de la ciudad, rua São Clemente 360)

Hay también cinco museos: la Casa de Rui Barbosa (museo histórico, en rua São Clemente 134), Museo del Gas (Jornalista Orlando Dantas 44), Museo del Indio (rua das Palmeiras 55), el museo de los Teatros de Río de Janeiro (São João Batista 105), Glauber Rocha (museo de artes, Sorocaba 190) y Villa-Lobos (de artes, Sorocaba 200).
En el barrio funcionan las bibliotecas Mario Henrique Simonsen (de la Fundación Getúlio Vargas, con 136.000 ejemplares), la Marechal Rondon (en el Museu do Índio, con 16.000 ejemplares) y la biblioteca de la Fundação Casa de Rui Barbosa (23.000 ejemplares).

## Curiosidades
- El gobernador de Río anunció en junio de 2009 que la favela Santa Marta tendrá una estatua de Michael Jackson, ya que allí se rodó una de las versiones del videoclip de la canción "They Don't Care About Us".[11]

- La favela del morro Dona Marta fue la primera en tener un muro de cemento para contener su expansión territorial, proyecto del gobierno estatal que involucra también a otros asentamientos irregulares de la Zona Sur de la ciudad de Río de Janeiro.[12]

- La artista Regina Do Santos nació en este barrio.